# Электроизмерительные приборы
Электроизмери́тельные прибо́ры — класс устройств, применяемых для измерения различных электрических величин. В группу электроизмерительных приборов входят также кроме собственно измерительных приборов и другие средства измерений — меры, преобразователи, комплексные установки.

Токоизмерительные клещи высокого напряжения(ВН)

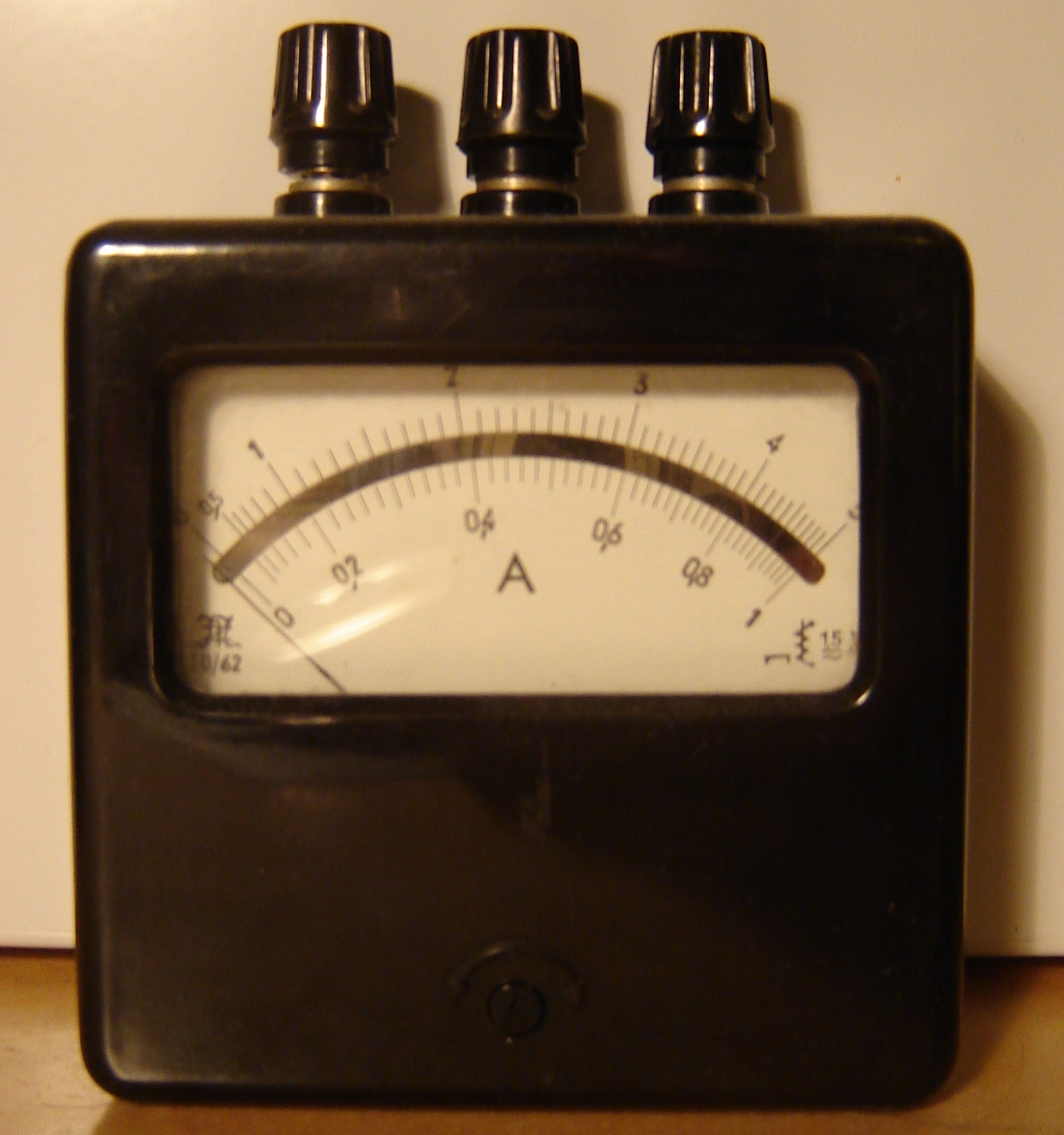
Амперметр переменного тока
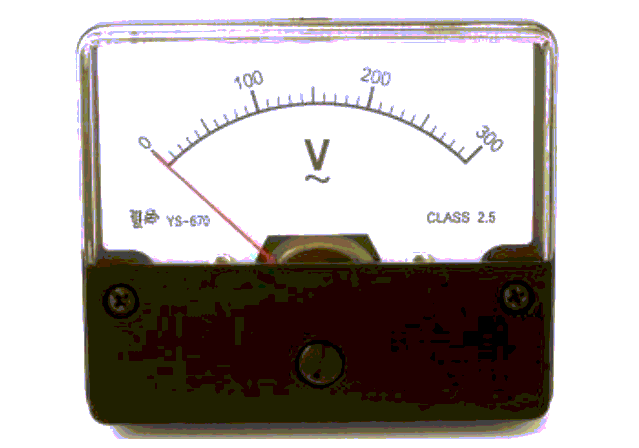
Вольтметр переменного тока
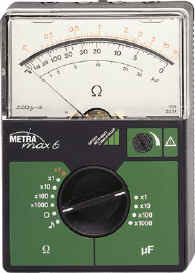
Омметр
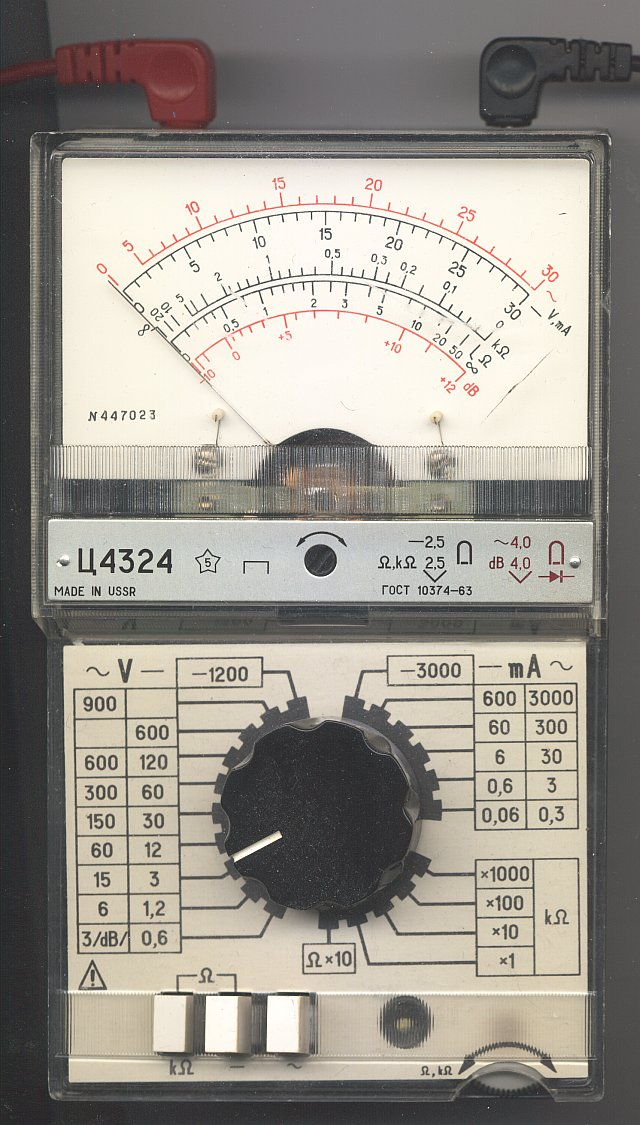
Ампервольтомметр (комбинированный прибор)

## Применение
Средства электрических измерений широко применяются в энергетике, связи, промышленности, на транспорте, в научных исследованиях, медицине, а также в быту — для учёта потребляемой электроэнергии. Используя специальные датчики для преобразования неэлектрических величин в электрические, электроизмерительные приборы можно использовать для измерения самых разных физических величин, что ещё больше расширяет диапазон их применения.

## Классификация
- Наиболее существенным признаком для классификации электроизмерительной аппаратуры является измеряемая или воспроизводимая физическая величина, в соответствии с этим приборы подразделяются на ряд видов:
  - амперметры — для измерения силы электрического тока;
  - вольтметры и потенциометры — для измерения электрического напряжения;
  - омметры — для измерения электрического сопротивления;
  - мультиметры (иначе тестеры, авометры) — комбинированные приборы
  - частотомеры — для измерения частоты колебаний электрического тока;
  - магазины сопротивлений — для воспроизведения заданных сопротивлений;
  - ваттметры и варметры — для измерения мощности электрического тока;
  - электрические счётчики — для измерения потреблённой электроэнергии
  - и множество других видов.
- Кроме этого существуют классификации по другим признакам:
  - по назначению — измерительные приборы, меры, измерительные преобразователи, измерительные установки и системы, вспомогательные устройства;
  - по способу представления результатов измерений — показывающие и регистрирующие (в виде графика на бумаге или фотоплёнке, распечатки, либо в электронном виде);
  - по методу измерения — приборы непосредственной оценки и приборы сравнения;
  - по способу применения и по конструкции — щитовые (закрепляемые на щите или панели), переносные и стационарные;
  - по принципу действия:
    - электромеханические (см. статью Системы измерительных приборов):

Графические обозначения по ГОСТ 23217

      - магнитоэлектрические;
      - электромагнитные;
      - электродинамические;
      - электростатические;
      - ферродинамические;
      - индукционные;
      - магнитодинамические;

    - электронные;
    - термоэлектрические;
    - электрохимические.

## Обозначения
В зарубежных странах обозначения средств измерений устанавливаются предприятиями-изготовителями, в России (и частично в других странах СНГ) традиционно принята унифицированная система обозначений, основанная на принципах действия электроизмерительных приборов. В обозначения входит прописная русская буква, соответствующая принципу действия прибора, и число — условный номер модели. Например: С197 — киловольтметр электростатический. К обозначению могут добавляться буквы М (модернизированный), К (контактный) и другие, отмечающие конструктивные особенности или модификации приборов.
- Х — нормальные элементы.
- У — измерительные установки.
- И — индукционные приборы.
- В — приборы вибрационного типа (язычковые).
- Д — электродинамические приборы.
- Е — измерительные преобразователи.
- К — многоканальные и комплексные измерительные установки и системы.
- Л — логометры.
- М — магнитоэлектрические приборы.
- Н — самопишущие приборы.
- П — вспомогательные измерительные устройства.
- Р — меры, измерительные преобразователи, приборы для измерения параметров элементов электрических цепей.
- С — электростатические приборы.
- Т — термоэлектрические приборы.
- Ф — электронные приборы.
- Ц — приборы выпрямительного типа.
- Ш — измерительные преобразователи.
- Щ — щитовые приборы.
- Э — электромагнитные приборы.

## История
- В 1733—1737 годах французский учёный Ш. Дюфе создал электроскоп. В 1752—1754 годах его работы продолжили М. В. Ломоносов и Г. В. Рихман в процессе исследований атмосферного электричества. В середине восьмидесятых годов XVIII века Ш. Кулон изобрёл крутильные весы — электростатический измерительный прибор.
- В первой половине XIX века, когда уже были заложены основы электродинамики (законы Био — Савара и Фарадея, принцип Ленца), построены гальванометры и некоторые другие приборы, изобретены основные методы электрических измерений — баллистический (Э. Ленц, 1832 год), мостовой (Кристи, 1833 год), компенсационный (И. Поггендорф, 1841 год.)
- В середине XIX века ученые в разных странах создают меры электрических величин, принимаемые ими в качестве эталонов, производят измерения в единицах, воспроизводимых этими мерами, и даже проводят сличение мер в разных лабораториях. В России в 1848 году академик Б. С. Якоби предложил в качестве эталона единицы сопротивления применять медную проволоку длиной 25 футов (7,61975 м) и весом 345 гран (22,4932 г), навитую спирально на цилиндр из изолирующего материала. Во Франции эталоном единицы сопротивления служила железная проволока диаметром в 4 мм и длиной в 1 км (единица Бреге). В Германии таким эталоном являлся столб ртути длиной 1 м и сечением 1 мм² при 0 °С.
- Вторая половина XIX века была периодом роста новой отрасли знаний — электротехники. Создание генераторов электрической энергии и применение их для различных практических целей побудили крупнейших электротехников второй половины XIX века заняться изобретением и разработкой различных электроизмерительных приборов, без которых стало немыслимо дальнейшее развитие теоретической и практической электротехники.
  - В 1871 году А. Г. Столетов впервые применил баллистический метод для магнитных измерений и исследовал зависимость магнитной восприимчивости ферромагнетиков от напряженности магнитного поля, создав этим основы правильного подхода к расчету магнитных цепей. Этот метод используется в магнитных измерениях и в настоящее время.
  - В 1880—1881 годах французские инженер Депре и физиолог Д’Арсонваль построили ряд высокочувствительных гальванометров с зеркалами.
  - В 1881 году немецкий инженер Ф. Уппенборн изобрел электромагнитный прибор с эллиптическим сердечником, а в 1886 году он же предложил электромагнитный прибор с круглой катушкой и двумя цилиндрическими сердечниками.
  - В 1894 году немецкий инженер Т. Бругер изобрел логометр.
- В развитии электроизмерительной техники конца второй половины XIX и начала XX века значительные заслуги принадлежат М. О. Доливо-Добровольскому. Он разработал электромагнитные амперметры и вольтметры, индукционные приборы с вращающимся магнитным полем (ваттметр, фазометр) и ферродинамический ваттметр.